# نیک استلینو
نیک استلینو (ایتالیایی: Nick Stellino- متولد ۱ مه ۱۹۵۸) آشپز برنامه‌های تلویزیونی و نویسندهٔ ایتالیایی-آمریکایی است. وی تاکنون مجری چندین برنامهٔ آشپزی تلویزیونی بوده است؛ و همچنین هشت کتاب در زمینهٔ آشپزی نوشته است.